# Dorfkirche Göttnitz

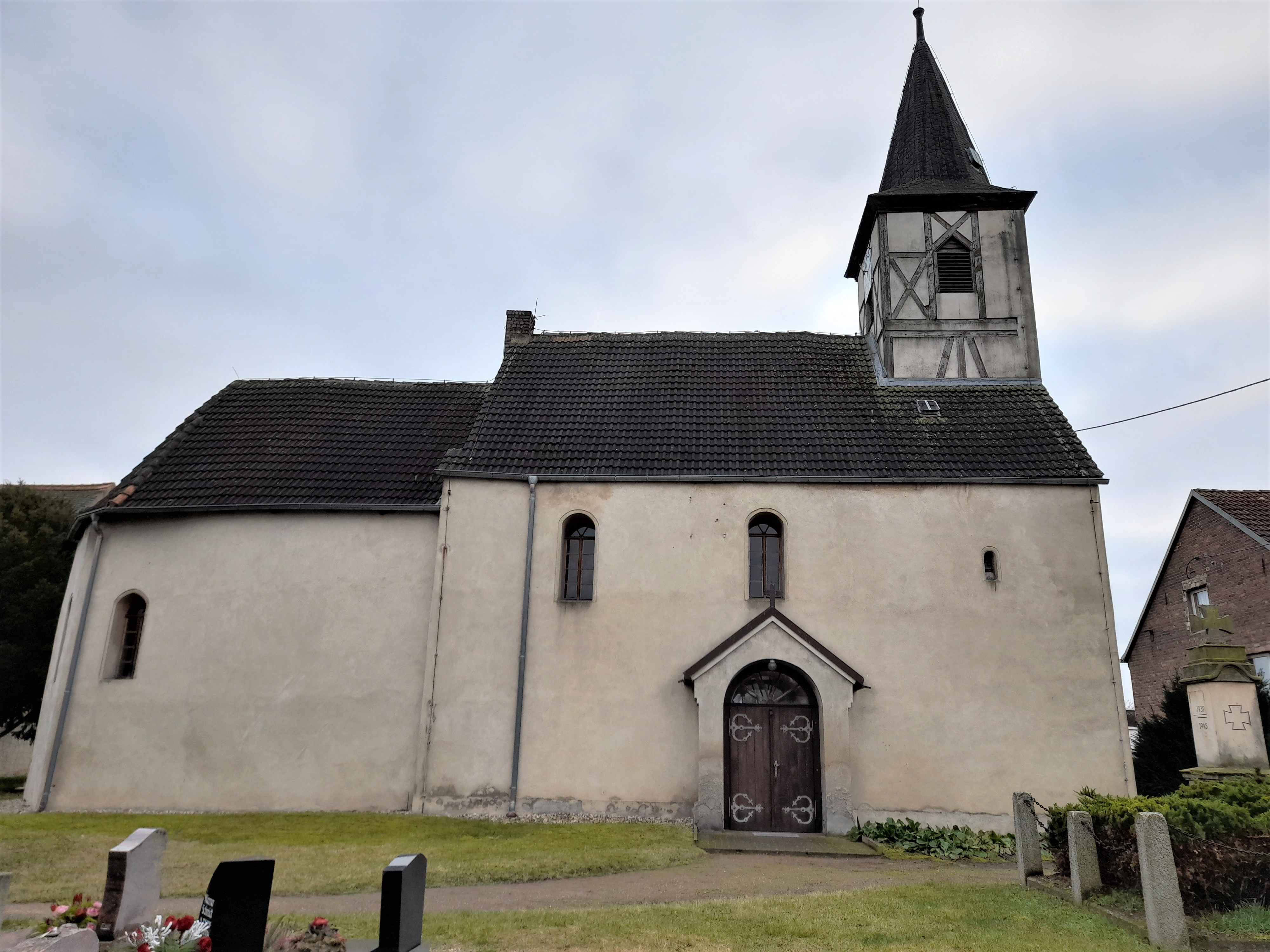
Nordansicht der Göttnitzer Kirche

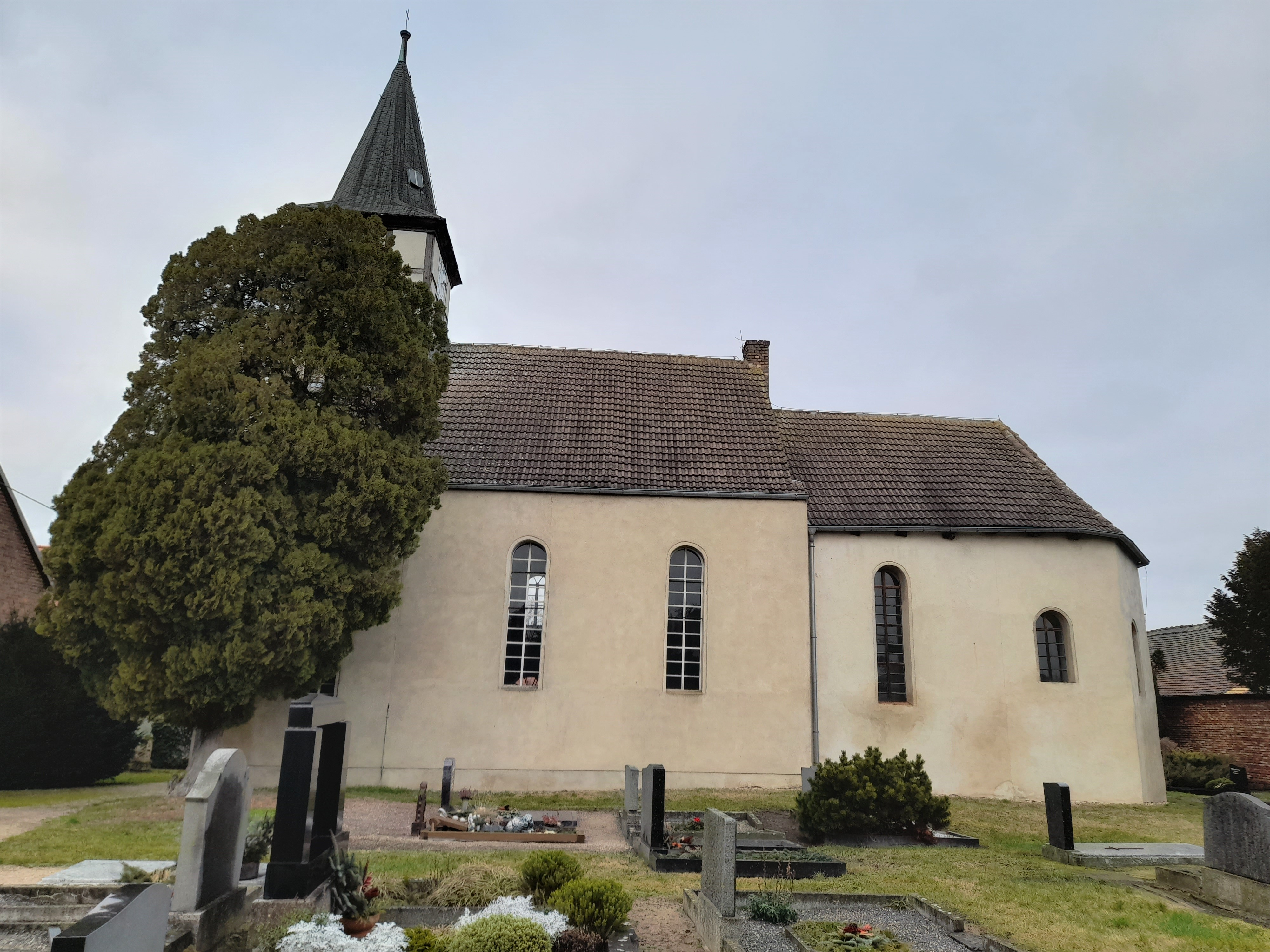
Ansicht von Süden

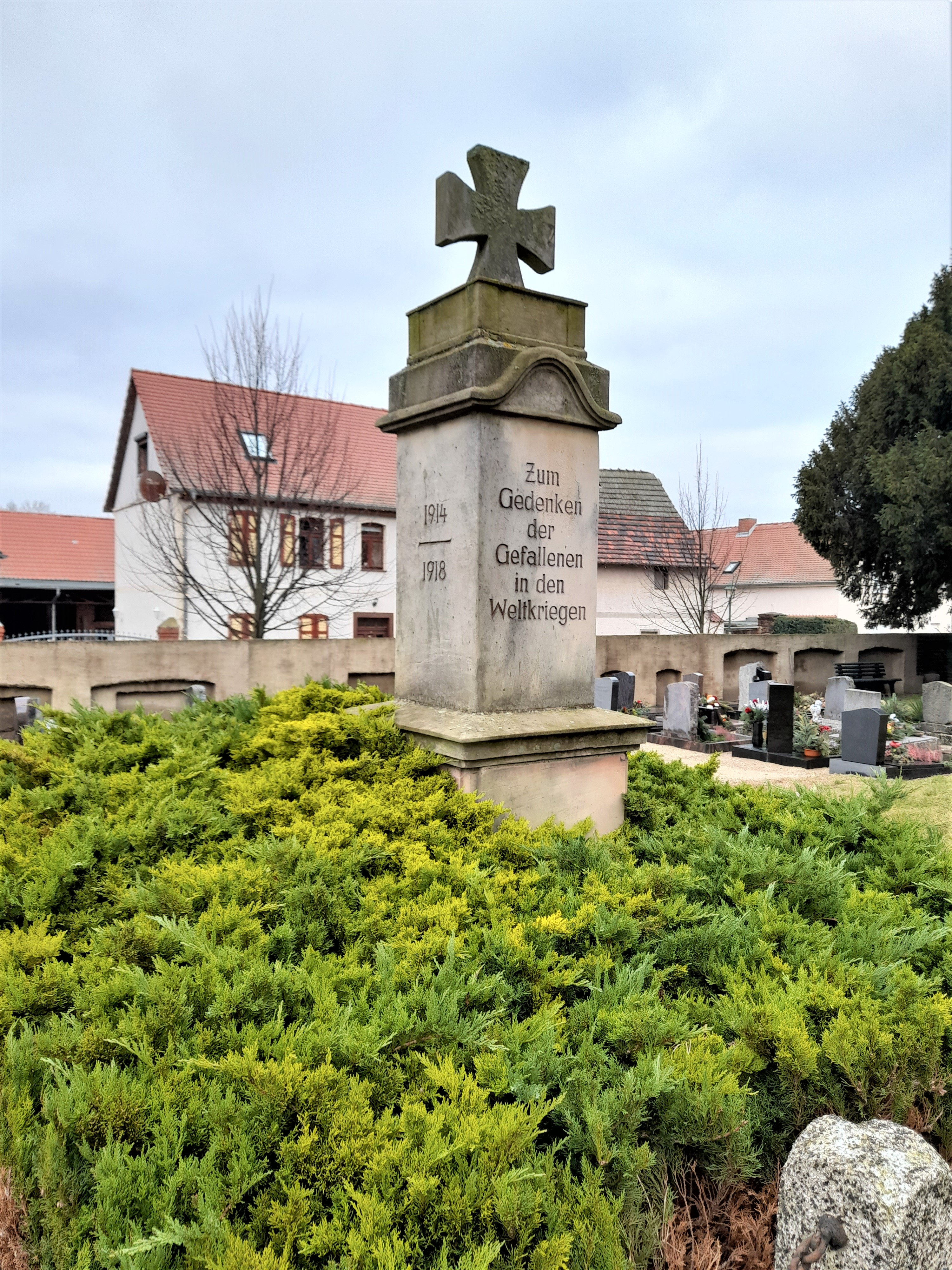
Kriegerdenkmal auf dem Kirchhof

Die Dorfkirche Göttnitz ist die denkmalgeschützte Kirche des zur Stadt Zörbig gehörenden Dorfes Göttnitz  in Sachsen-Anhalt. Sie gehört innerhalb des Pfarrbereichs Zörbig zum Kirchenkreis Wittenberg der Evangelischen Kirche in Mitteldeutschland. Im örtlichen Denkmalverzeichnis ist sie unter der Erfassungsnummer 094 95746 als Baudenkmal verzeichnet.

## Geschichte und Architektur
Die kleine verputzte, im Kern romanische Dorfkirche, ein Saalbau, besitzt einen dreiseitigen eingezogenen Chor, vermutlich aus spätgotischer Zeit. Der ursprünglich turmlosen Kirche wurde 1883 ein Westturm mit Fachwerkgeschoss und Spitzhelm aufgesetzt, der im Jahre 1984 neu eingedeckt wurde. Die Turmuhr an der Ostseite des Turms wurde 1884, ein Jahr nach dem Turmbau, eingebaut. 
Die Südfenster sowie das Nordportal der Kirche erfuhren bei einem Umbau im Jahr 1905 erhebliche Veränderungen. Kleinere romanische Rundbogenfenster sind noch am Chor und an der Nordseite erkennbar.  
Seit dem Jahr 2001 besitzt die Kirche eine stündlich schlagende Funkuhr. 

## Ausstattung
Der flachgedeckte schmale Innenraum wird von einem romanischen Triumphbogen mit einfach profilierten Kämpfern dominiert. Emporen befinden sich an der Nord- und Westseite des Kirchenschiffs. Die Orgel auf der Westempore mit neun Registern auf einem Manual und Pedal wurde von Wilhelm Rühlmann aus Zörbig im Jahre 1885 gefertigt.
Der um 1695 entstandene barocke, mit Säulen flankierte Altar trägt die Wappen der Familien des Kirchenpatrons von Göttnitz, des Barons Otto Ludwig von Veltheim in Ostrau. Er ist bekrönt von zwei kleinen spätgotischen Apostelfiguren aus dem Anfang des 16. Jahrhunderts. Zwei Gemälde stellen die Kreuzigung und die Auferstehung Christi dar. Seitliche geschnitzte Wangen mit Weintrauben und Ähren nehmen Bezug auf das Abendmahl. In der unteren Altarzone befinden sich Holzfiguren von Mose und Christus. 
Die gotische Sandsteintaufe in Kelchform mit Arkadenfries  wurde im Jahr 1632 von der Kirche in Mösthinsdorf gekauft.  Eine gotische Sakramentsnische gehört ebenfalls zur Ausstattung der Kirche. 
Im Jahr 1935 erhielt die Kirche einen kupfernen Kronleuchter, den der Lehrer und Kantor Knoppe entworfen und Karl Schmeil angefertigt hat. Der Kronleuchter sollte gleichzeitig als Denkmal für die im Ersten Weltkrieg gefallenen Göttnitzer Soldaten dienen.
Zwei Glocken mit Durchmessern von 0,79 m und 1,00 m wurden während des Ersten Weltkriegs eingeschmolzen. Im Jahre 1921 sind als Ersatz zwei neue Glocken aus dem Bochumer Werk angeschafft worden. Das Geläut mit Seilen wurde noch vor der Wende in ein elektrisches Läutewerk umgebaut. 
Auf dem Kirchhof befindet sich ein schlichtes, mit dem Eisernen Kreuz bekröntes Kriegerdenkmal aus Sandstein, errichtet für die Gefallenen des Ersten Weltkrieges, das später mit einer Inschrift auch den im Zweiten Weltkrieg Gefallenen gewidmet wurde.